# Тильдум, Мортен
Мортен Тильдум (норв. Morten Tyldum, род. 19 мая 1967 года, Берген, Норвегия) — норвежский кинорежиссёр и продюсер. Фильм Тильдума «Игра в имитацию» (2014) был номинирован на премию «Оскар» в восьми номинациях, включая категорию за лучший фильм и лучшую режиссуру, и получил награду за лучший адаптированный сценарий.

## Биография
Мортен Тильдум родился 19 мая 1967 году в Норвегии. С детства хотел стать музыкантом, но поступил в Школу изобразительных искусств в Нью-Йорке, после окончания которой связал свою жизнь с кинематографом.

## Карьера
В начале своей карьеры Мортен Тильдум работал на телевидении, снимал музыкальные клипы, рекламные ролики и короткометражные фильмы.
Его полнометражным дебютом стал фильм «Друг», вышедший на экраны в 2003 году.
В 2008 году вышел фильм «Падшие ангелы», который был номинирован на премию «Аманда» в пяти категориях.
В 2011 году — «Охотники за головами».
Прорывом в карьере Мортена Тильдума стал выход фильма «Игра в имитацию» в 2014 году, который был номинирован на премию «Оскар» в 8 категориях.

## Личная жизнь
Тильдум вместе с женой и ребёнком проживает в Беверли-Хиллз. Также у них есть дом в Норвегии. После того, как он развелся со своей женой и она покончила жизнь самоубийством, он вернулся в Осло, со своим сыном.

## Фильмография

### Фильмы
| Год  | Название фильма      |
| ---- | -------------------- |
| 2003 | Друг                 |
| 2008 | Падшие ангелы        |
| 2011 | Охотники за головами |
| 2014 | Игра в имитацию      |
| 2016 | Пассажиры            |

### Телесериалы
| Год  | Название сериала |
| ---- | ---------------- |
| 2017 | По ту сторону    |
| 2018 | Джек Райан       |
| 2020 | Защищая Джейкоба |
| 2023 | Бункер           |